# Krzyżnik

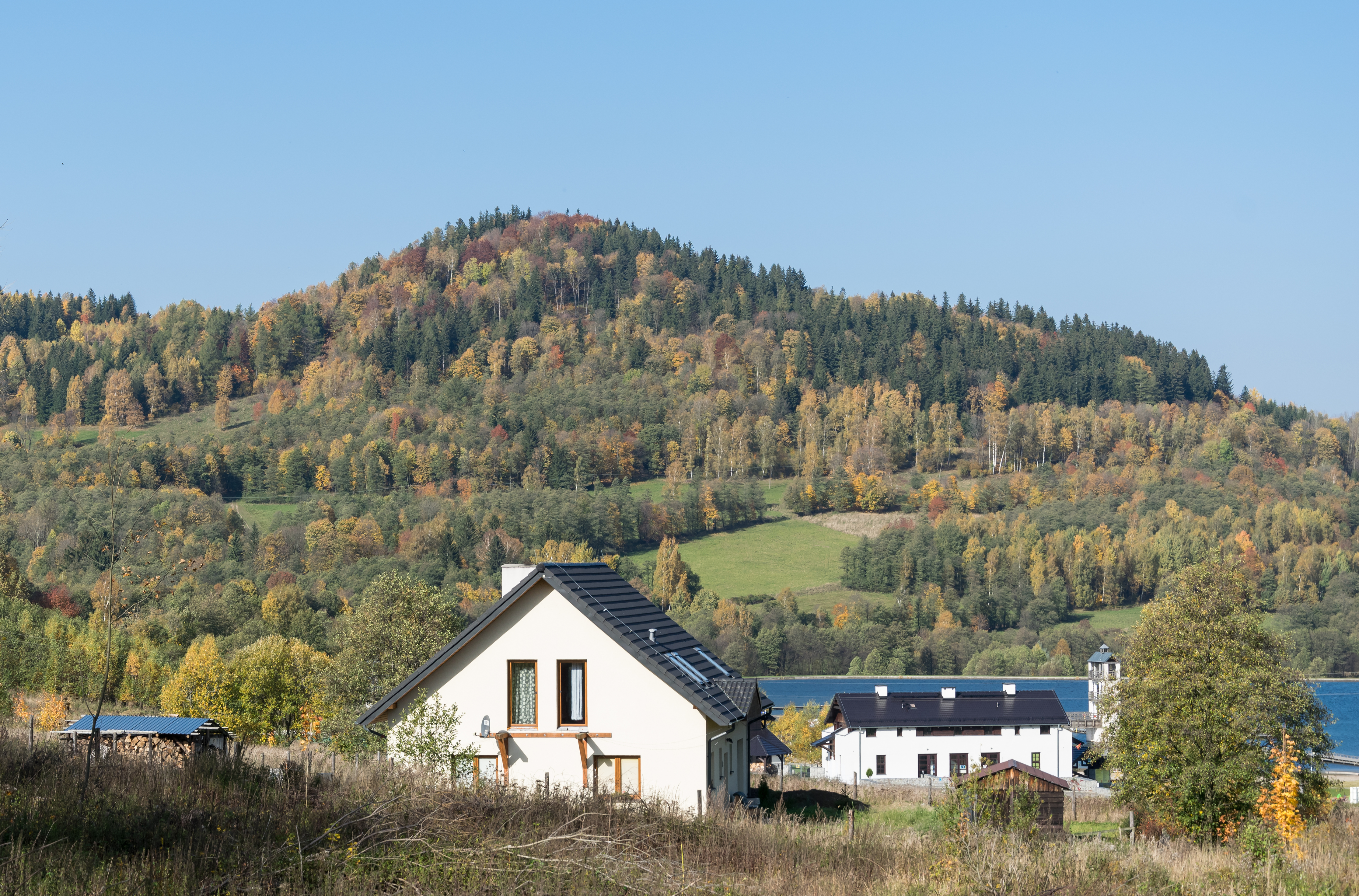
Krzyżnik od południowego wschodu

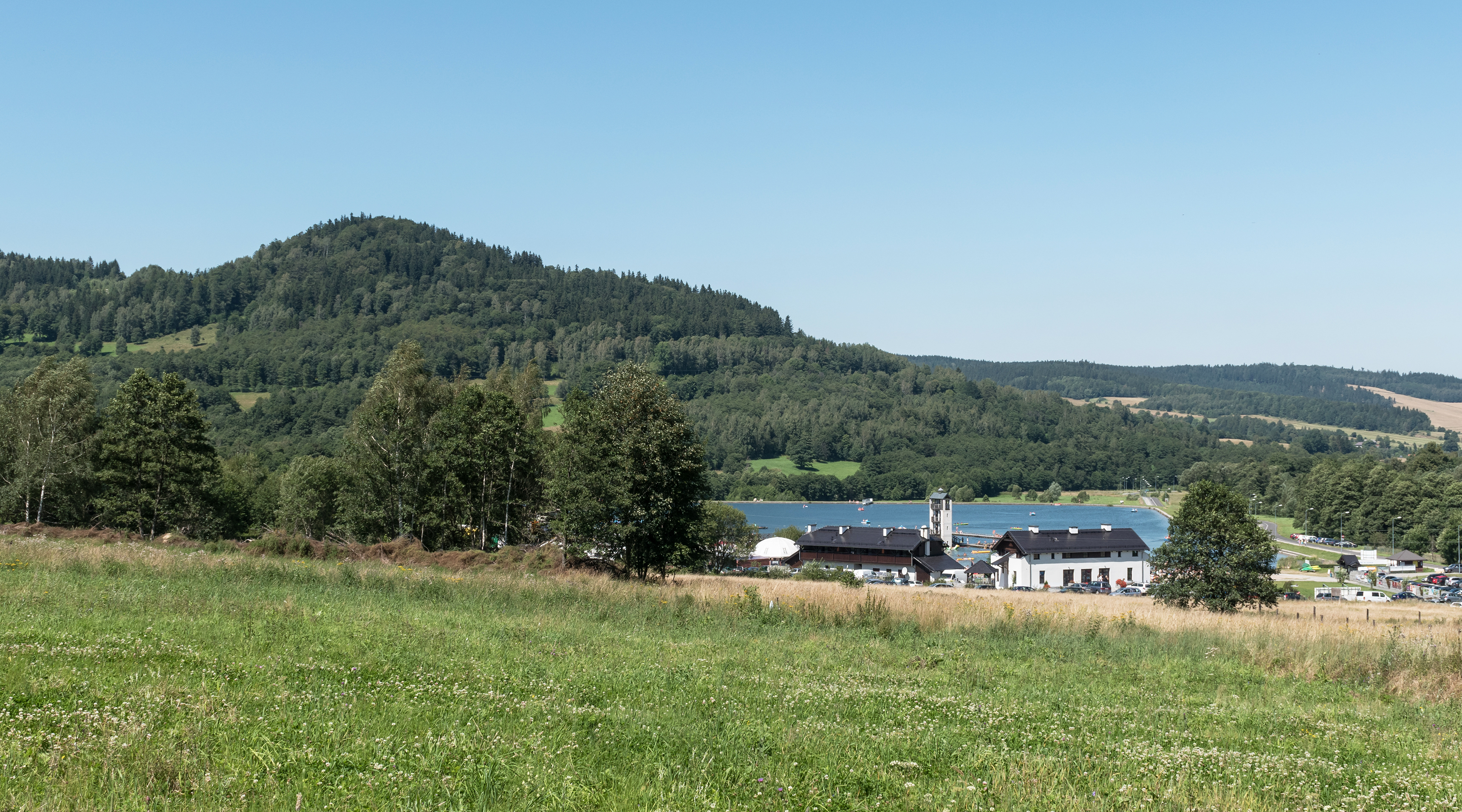
Zalew w Starej Morawie u stóp Krzyżnika

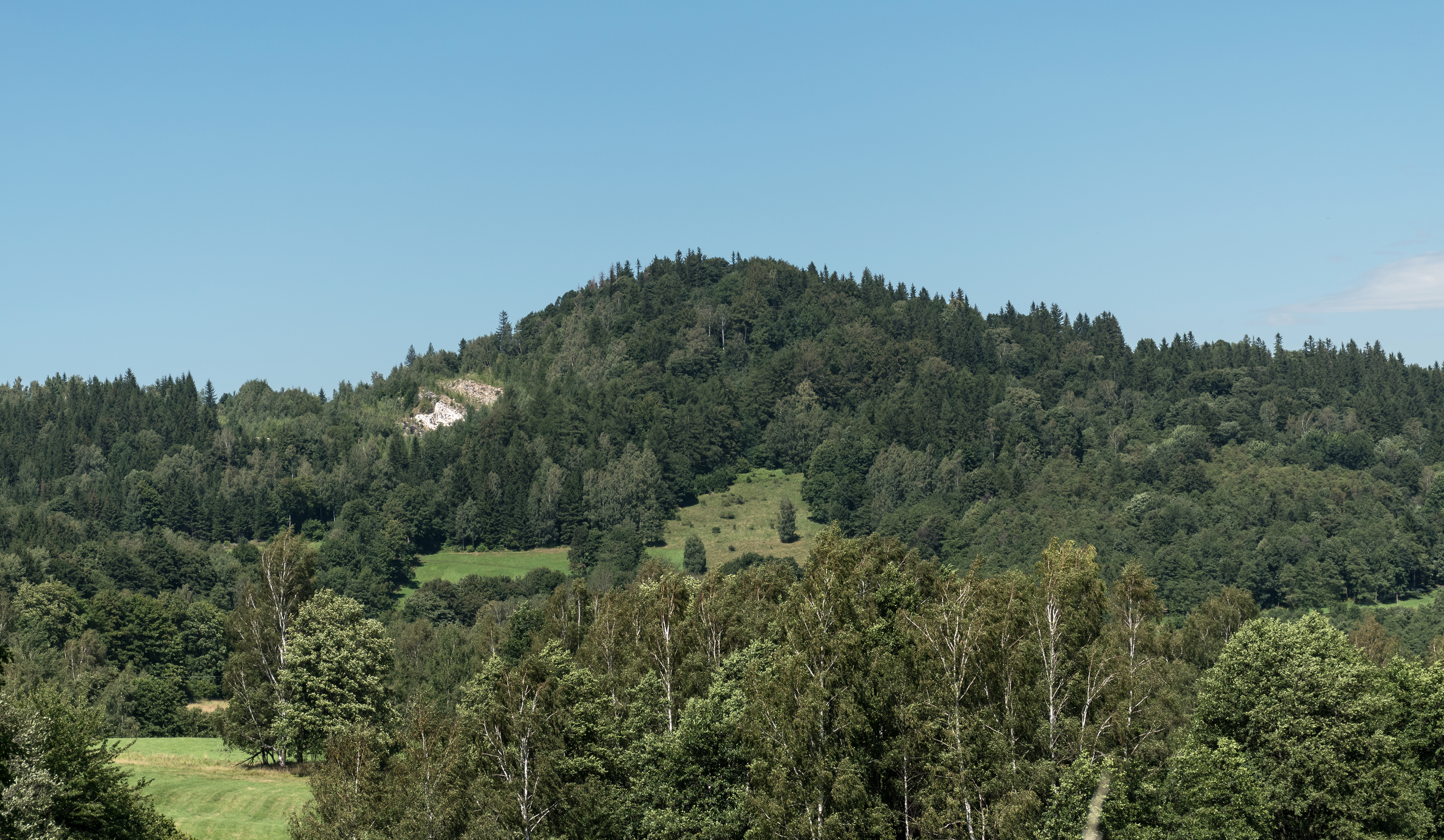
Krzyżnik od południa

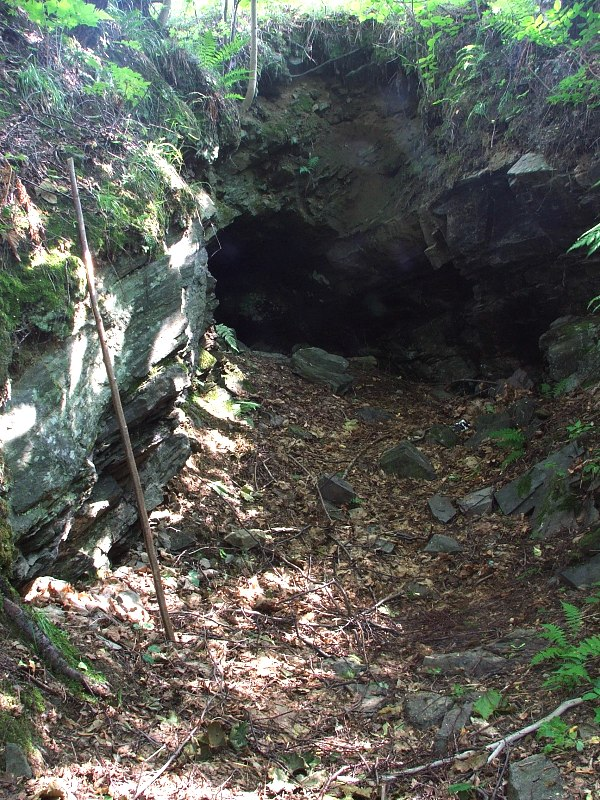
Wejście do sztolni po poszukiwaniu rud uranowych

Krzyżnik (dawniej niem. Kreuzberg, po 1945 r. również Góra Krzyżatka) – góra ze szczytem na wysokości 701 m n.p.m. znajdująca się w Masywie Śnieżnika w Sudetach w pobliżu Stronia Śląskiego.

## Geografia
Góra stanowi ostatnie wzniesienie w grzbiecie odchodzącym na północny wschód od Żmijowca i kończącym się Krzyżnikiem w pobliżu Stronia Śląskiego. Pomiędzy Żmijowcem a Krzyżnikiem wznoszą się Rudka i Janowiec. Grzbiet ten rozdziela dwie doliny rzek: Morawki i Siennej Wody.

## Geologia
Krzyżnik zbudowany jest z neoprotozoiczno-górnokambryjskich łupków łyszczykowych (główny masyw wzgórza), łupków amfibolitowo-hornblendowych, amfibolitów (stosunkowo niewielkie soczewki) i gnejsów z wkładkami (soczewami) z wapieni krystalicznych (marmurów) serii strońskiej. W masywie Krzyżnika występują także erlany zoisytowe.
Z minerałów, w skałach na Krzyżniku można spotkać również granaty o średnicy do kilku milimetrów, zawierające w swoim składzie 75% almandynu, 12% andradytu, 8% spessartynu i 4% piropu (występujące w obrębie lamin lub w innym położeniu w łupkach łyszczykowych; drobne, bez wartości jubilerskiej, choć łącznie stanowią 2-7% skały, miejscami maksymalnie 18%; układ nagromadzeń granatów — np. "w postaci ślimakowych fragmentów, albo w postaci pełnych idioblastów obfitujących we wrostki różnych minerałów" — świadczy o niejednokrotnie "parakinetycznym" ich wzroście tj. w warunkach ciągłych naprężeń i ruchów tektonicznych, w temperaturach do ok. 400-450°C), diopsyd oraz różne postacie kalcytu. Występuje tu też staurolit (stanowi na ogół 1-3% skały, miejscami maksymalnie do 14%, najczęściej w laminach łyszczykowych) oraz rzadki chlorytoid.

## Eksploatacja marmuru
Złoże na Krzyżniku to drobno- lub średnioziarniste marmury charakteryzujące się bardzo wysoką, sięgającą 90%, zawartością czystego węglanu wapnia oraz niską, poniżej 1% zawartością MgO. Część tutejszego złoża posiada brunatne lub szarawo-niebieskie wkładki łupków łyszczykowych. Złoże białych marmurów oceniane było na ok. 0,8 mln t. Wartość dekoracyjną białych marmurów porównywano do sławnych marmurów karraryjskich.
Złoża te znane były od dawna. Na zachodnim stoku od 1839 r. eksploatowane jest złoże marmuru nazywanego Biała Marianna od imienia Marianny Orańskiej, dawnej właścicielki okolicznych dóbr. Na szerszą skalę do eksploatacji przystąpiono jednak dopiero od 1920 r.
Po 1954 r. przystąpiono do eksploatacji na północny zachód od szczytu, ponad zabudowaniami Stronie-Wieś i drogą do Siennej. Kamień pozyskiwany stąd nazywany Zielona Marianna i Różowa Marianna posiada szaro-zielonkawe i różowe wtrącenia od minerałów kontaktowych i związków żelaza. Najnowsze wyrobisko założono później na południowy wschód od szczytu. Marmur z Krzyżnika przerabiały Strońskie Zakłady Kamienia Budowlanego w zakładach położonych u stóp góry na terenie wsi Stronie Wieś oraz w pobliskim Kletnie. Ze względu na silne spękanie produkowano najwięcej grysu, ale również płyty okładzinowe i bloki. Marmur z tego złoża dekorują m.in. reprezentacyjne gmachy w Warszawie: Pałac Kultury i Nauki, Sejm, Filharmonię Narodową, Teatr Wielki i Dworzec Centralny.
Obecnie kamieniołomy na Krzyżniku nie są eksploatowane już od wielu lat.

## Przyroda
Tereny góry posiadają bogatą i różnorodną przyrodę, na którą składają się m.in.
- gatunki roślin kserotermicznych (gółka długoostrogowa, podkolan zielonawy, dziewięćsił bezłodygowy)
- gatunki roślin leśnych (kruszczyk szerokolistny, lilia złotogłów, przylaszczka pospolita, wawrzynek wilczełyko)
- gatunki roślin wodno-błotnych (skrzyp pstry, rdestnica drobna, żabieniec babka-wodna)
- bogata fauna nietoperzy (nocek łydkonosy, podkowiec mały, mopek, nocek orzęsiony i nocek duży)

Ze względu na wysokie walory na terenie nieczynnych kamieniołomów powołano użytek ekologiczny „Biała Marianna” o powierzchni 46 ha.

## Jaskinie
W stoku Krzyżnika odkryto trzy jaskinie, z czego do dzisiaj istnieje tylko jedna.
- Jaskinia Biała Marianna – odkryta w 1970 r. podczas eksploatacji kamieniołomu, o poziomym rozwinięciu korytarzy długości ok. 50 m, obecnie nieistniejąca,
- Jaskinia Kozłowskiego – odkryta jeszcze na początku XX w. niewielka jaskinia naciekowa o długości ok. 22 m, zniszczona całkowicie w kwietniu 1957 r.,
- Jaskinia Warszawiaków – odkryta w 1974 r. o rozbudowanym planie i korytarzach długości 76 m, otwór wejściowy w ścianie kamieniołomu[potrzebny przypis].

## Historia
Źródła historyczne podają, że szczyt Krzyżnika miał być miejscem kultu słowiańskiego Żywii, na którym odbywały się orgiastyczne obrzędy jeszcze w XVIII w. Nawet w XIX w. święcono tu kupalnockę. Z tych powodów w latach 1734–1735 u stóp góry wybudowano kaplicę pw. św. Onufrego, będącego m.in. patronem małżeństwa. Kaplicę wybudował Johann Olivier von Wallis za wstawiennictwem hr. Michaela Friedricha von Althanna, biskupa Vác (późniejszy wicekról Neapolu). Kaplica miała przeciwdziałać pogańskim obyczajom. Obecnie kaplica jest odrestaurowana. Na szczycie Krzyżnika do lat 80. XX w. stał stary drewniany krzyż z Chrystusem malowanym na blasze.
Góra była w latach 50. miejscem poszukiwań rud uranowych związanych z tajną radziecką kopalnią Kopaliny. Pozostała po nich pozioma sztolnia, długości około 50 m. wydrążona w północnym stoku. Obecnie jest częściowo zalana wodą i służy nietoperzom za miejsce zimowania.
W latach 70. w Stroniu Śląskim zamierzano ulokować dużą inwestycję nazywaną Drugie Zakopane. Na stoku Krzyżnika wybudowano wyciąg orczykowy ulokowany na jego wschodnim stoku, o długości 620 m i różnicy wzniesień 63 m. Budowa była chybiona, ponieważ zimą śnieg utrzymuje się tu bardzo słabo z powodu silnych wiatrów. Po szumnym otwarciu, wyciąg funkcjonował zaledwie kilka sezonów, po czym go zamknięto, pozostawiając niszczejące urządzenia bez opieki na kilkanaście lat. Przy wyciągu w okresie letnim funkcjonowało pole namiotowe.

## Turystyka
Zboczem Krzyżnika prowadzi  żółty szlak turystyczny prowadzący ze Stronia Śląskiego do Kletna i Jaskini Niedźwiedziej. Po pokonaniu dość ostrego podejścia, ze szlaku można oglądać szeroką panoramę na miasto i dolinę.
U stóp góry znajduje się niewielki zalew rekreacyjny w pobliżu Starej Morawy oraz efektowna tama suchego zbiornika. Po drugiej stronie góry na piargach kamieniołomu można zbierać okazy marmuru.
Obecnie na Krzyżniku powstaje wyciąg narciarski.